# شارل نهم
شارل نهم (به فرانسوی: Charles IX de France) از پادشاهان فرانسه و از دودمان والوا بود.
او پادشاهی سست رای بود و در طول زندگی تماماً تحت نفوذ مادرش کاترین دو مدیچی قرار داشت. وی عامل بزرگ‌ترین کشتار مذهبی تاریخ تحت عنوان سن بارتلمی بود البته لازم است ذکر شود که مادر وی عامل اصلی تحریک‌کننده او برای راه‌اندازی این کشتار بود. مادر وی برای کشتار پروتستان‌ها برنامه زیرکانه‌ای پیاده کرد به این صورت که با برگزاری مراسم ازدواج دختر خود مارگریت با یکی از بستگان دورش به نام آنری دوناوار که پادشاه کشور کوچکی به نام پادشاهی ناوار بود (وی ابتدا پروتستان بود اما بعدها برای فرار از کشته شدن تغییر دیانت داده و کاتولیک شد. او بعدها با نام هانری چهارم مؤسس سلسله بوربون‌ها و پادشاه فرانسه شد) باعث تجمع پروتستان‌های هم مذهب با داماد در پاریس شد، اما پس از برگزاری مراسم مردم را برای کشتار پروتستان‌ها ترغیب کرد. در طول چند روز طبق آمارها تعدادی بین ۲۰٬۰۰۰ تا ۲۵۰٬۰۰۰ پروتستان در پاریس قتل‌عام شدند و در کل کشور ۱۰۰۰٬۰۰۰ نفر به قتل رسیدند. این کشتار به خاطر هم‌زمانی با روز سن بارتلمی در تقویم‌های مسیحی به این نام نامگذاری شد.

## منش
البته شارل نهم در زندگی خصوصی و درباری فردی خوب و بسیار مهربان بود اما خصایص و شرایط لازم برای یک پادشاه را دارا نبود . به همین خاطر کل امور حکومت در دست مادر جاه طلب او ، کاترین مدیچی بود. وی علاقه زیادی به شکار داشت به طوری که درباری‌های خود را مجبور می‌کرد که هفته‌ای دو مرتبه دست جمعی همراه او به شکار بروند. در این شکارها صدها نفر از درباریان به همراه زنان خود شرکت داشتند.

## عدم استقلال در تصمیم‌گیری
اصلی‌ترین و بزرگترین ایراد وی این بود که به شدت تحت نفوذ و کنترل مادر خود کاترین دو مدیچی قرار داشت و نمی‌توانست در برابر تصمیمات وی ایستادگی کند و تمام تصمیم‌گیری‌های وی برای حکومت کاملاً تحت تأثیر مادرش بود.

## فرزندان
وی فرزندی از ازدواج رسمی نداشت به همین علت سلطنت بعد از وی به برادرش هانری سوم منتقل شد هر چند این امر با خواسته مادرش کاترین انجام شد. از شارل فرزندی از شخصی به نام ماری توشه بر جای ماند که بعدها دوک دو انگوم لقب گرفت که از رجال سرشناس و فرماندهان ارتش در زمان لوئی سیزدهم دومین پادشاه دودمان بوربون شد.

## مرگ
وی سرانجام اشتباهاً به وسیله مادرش به قتل رسید. کاترین دو مدیچی در حالی که قصد داشت داماد خود هانری دوناوار را به وسیله یک کتاب آغشته به سم به قتل برساند به علت یک اشتباه باعث قتل پسر خود شد.